# Prop replica
Una prop replica es una recreación coleccionable de la utilería (en inglés “prop”) de una producción audiovisual, que se ha intentado recrear con la máxima fidelidad y el mayor lujo de detalles, tal y como fue vista en el medio original. Trabajar una 'prop replica' puede ir desde el uso de resinas para copiar literalmente un objeto ya existente, la modificación de un producto ya existente que posiblemente haya sido usado por el prop master y la utilización de componentes electrónicos para añadir más funcionalidad, como efectos de luces y sonido.

## ¿Máxima fidelidad?
Hay diferentes escuelas de pensamiento en la comunidad de prop-making de cómo debería ser llevada la fidelidad de una réplica. Algunos prefieren producir artículos tal como habrían aparecido "nuevos" de fábrica, mientras que otros intentan duplicar cualquier raya, golpe e imperfección que pudiera contener la prop original. Por poner un ejemplo, podríamos encontrar una prop replica del Escudo Espartano de 300 como sería visto recién salido de la fundición espartana o bien la versión con los golpes de batalla y agujeros de flecha de haber pasado por la confrontación con los Persas.
Réplicas más complejas pueden contener elementos electrónicos internos, que no tienen porqué afectar al aspecto externo de la réplica. Al igual que la "carcasa", siempre se intentan reproducir los mismos efectos de luces y sonido que la original. Patrones de luz, botones iluminados, interruptores, todo se cuida hasta el mínimo detalle para ofrecer una buena réplica. Lo mismo ocurre con los elementos mecánicos y para qué irán destinados: una prop destinada a ser llevada puede ser construida de diferente manera que una que va a ser solo "de exposición".

## Tipos de "propping"
- Disfraces, Vestuario o Cosplay se refiere a recrear el vestuario completo visto en alguna producción. Últimamente se usa mucho este término para los disfraces "manga".
- Props en papel suelen implicar permisos, identificaciones, dinero, señales y otros documentos.
- Casting, proceso implicado en el uso de resinas como por ejemplo la resina epoxi, se utiliza para realizar piezas a mayor escala, en especial para piezas producidas "en masa".
- Hardware propping se basa en encontrar partes o artefactos usados por el prop-maker original para recrear la prop (un modelo particular de tubo de escape, unos cables de bujías específicos, etc.).
- Kitbashing implica modificar un juguete o modelo existente.
- Modelismo

## Fabricación de prop replicas
La investigación es la parte clave de la fabricación de una prop replica y determinará la calidad de la misma. Se pueden encontrar a menudo partes de una prop en ferreterías, desguaces y demás, ahorrando así montones de horas de construcción desde 0. Uno de los estudios responsables de muchas réplicas licenciadas, Master Replicas, tiene una newsletter donde se detallan a menudo aspectos de cómo se procede a construir una prop de película.
Los bocetos y esquemas deben incluir un plano de construcción así como todos los elementos implicados en la misma (carpintería, electrónica, trabajo del metal, esculpido de resinas y demás materiales, etc.).
El soporte de una comunidad es de mucha ayuda para los prop-makers, ya que permite el intercambio de información, consejos y experiencia así como técnicas y el uso de un equipo semi-profesional a veces restringido a empresas mucho mayores.

## Comprando prop replicas
Cuando se coleccionan prop replicas, la investigación es el primer paso. Visitar foros de prop replicas, ver la película una y otra vez, encontrar referencias fotográficas o capturas de pantalla del momento preciso en el que se usa tal o cual artículo o incluso ponerse en contacto con gente que haya tocado, tenido o fabricado la prop original son los pasos que cualquier amante de este tipo de artículos debería seguir. Raramente se obtienen grabaciones o entrevistas con prop-makers que trabajaron realmente en la película, pero por ejemplo, en el DVD de Extras de las Ediciones Coleccionista de El Señor de los Anillos, podemos ver a muchos prop-makers dando muchos detalles de cómo se fabricaron muchos de los objetos, armas y bestiario de la saga de películas de Peter Jackson.
Las nuevas tecnologías e Internet son dos puntos muy a favor de este tipo de mercado: los DVD y Bluray como forma de almacenamiento masivo de este tipo de entrevistas y los foros de Internet especializados, son una referencia a seguir.

## Enlaces relacionados
Prop Forums - Estos foros suelen incluir fotos, planos detallados, tutoriales, fuentes de materiales y componentes e incluso réplicas terminadas.

Foro de props en coleccionismo de mundodvd
- Datos: Q7250044